# Essômes-sur-Marne
Essômes-sur-Marne är en kommun i departementet Aisne i regionen Hauts-de-France i norra Frankrike. Kommunen ligger  i kantonen Château-Thierry som ligger i arrondissementet Château-Thierry. År 2022 hade Essômes-sur-Marne 2 698 invånare.

## Befolkningsutveckling
Antalet invånare i kommunen Essômes-sur-Marne
Referens: INSEE